# Bernd Pischetsrieder

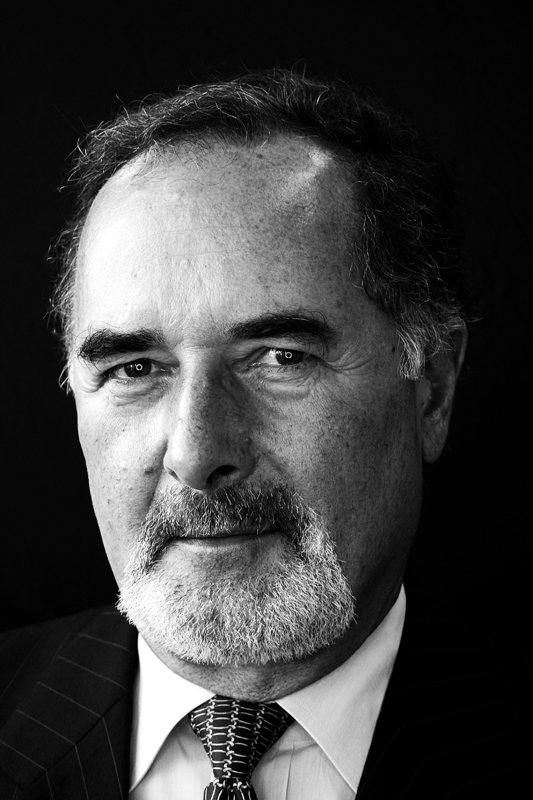
Bernd Pischetsrieder

Bernd Peter Pischetsrieder (* 15. Februar 1948 in München) ist ein deutscher Manager. Er war von 1993 bis 1999 bei BMW und von 2002 bis 2006 bei der Volkswagen AG in Wolfsburg als Vorstandsvorsitzender tätig. Von 2021 bis 2024 war er Aufsichtsratsvorsitzender der Mercedes-Benz Group AG.

## Leben
Bernd Pischetsrieder studierte von 1968 bis 1972 Maschinenbau an der TU München und trat 1973 seine erste Stelle als Fertigungsplaner bei BMW an. Seine Karriere bei BMW führte ihn 1982 als Produktionschef von BMW Südafrika nach Pretoria. Hier blieb er bis 1987 und kehrte dann in die Konzernzentrale nach München zurück, wo er 1991 in den Vorstand berufen wurde, dessen Vorsitz er 1993 übernahm. Bekannt wurde Pischetsrieder vor allem durch den von ihm 1994 eingefädelten Kauf der britischen Rover Group Holdings Ltd. durch BMW. Die Übernahme brachte jedoch nicht den gewünschten Erfolg, so dass die Marken Rover, MG und Land Rover wieder verkauft wurden. Lediglich der Mini erwies sich als Glücksgriff.
Anfang 1999 musste Pischetsrieder BMW verlassen und wechselte als Seat-Chef zum Volkswagen-Konzern. Dort übernahm er 2002 von Ferdinand Piëch den Posten des Vorstandsvorsitzenden.
Pischetsrieder verließ den Vorstand des Wolfsburger Autokonzerns zum 31. Dezember 2006. Nachfolger wurde der bisherige Vorstandsvorsitzende der Volkswagen-Tochter Audi, Martin Winterkorn. Als Hintergrund für die „Kündigung“ wurden persönliche Differenzen zwischen Pischetsrieder und Piëch genannt. Pischetsrieder hatte in seiner Amtszeit zwar den Börsenwert der VW AG um 80 % gesteigert, aber dabei viele Entscheidungen seines Vorgängers Piëch revidiert. Dadurch sah Piëch in steigendem Maße die Interessen des Anteilseigners Porsche gefährdet, dessen Miteigentümer er war. Pischetsrieder verlor seinen Posten gegen die Stimme des Aufsichtsratsmitgliedes und Ministerpräsidenten von Niedersachsen (welches 20,00 % der VW-Stammaktien besitzt) Christian Wulff. Nachfolger Winterkorn war ein Vertrauter Piëchs. Pischetsrieder war noch bis 2012 Angestellter der Volkswagen AG.
Am Juni 2012 wurde er Kommanditist bei der Schuttenbach Automobile GmbH & Co. KG, die im August 2022 in Mirbach + Schuttenbach Automobile GmbH & Co. KG umfirmiert wurde.
Seit 1. Januar 2013 ist Pischetsrieder Aufsichtsratsvorsitzender des Rückversicherers Münchener Rück. Außerdem ist er Mitglied des Verwaltungsrats des Wittelsbacher Ausgleichsfonds.
Am 31. März 2021 übernahm Pischetsrieder den Aufsichtsratsvorsitz bei der damaligen Daimler AG als Nachfolger von Manfred Bischoff. Dieses Amt hatte er bis zum 8. Mai 2024 inne, als er von Martin Brudermüller abgelöst wurde.
Des Weiteren ist Pischetsrieder als Senator bei acatech – Deutsche Akademie der Technikwissenschaften tätig.

## McLaren-F1-Unfall
Im Juni 1995 überschlug sich der von Bernd Pischetsrieder gelenkte McLaren F1 aus dem BMW-Fuhrpark mehrfach auf einer Landstraße am Chiemsee. Pischetsrieder, seine Frau sowie ein weiterer Insasse wurden leicht verletzt. Die Umstände, die zum Totalschaden des 1,5 Millionen Mark teuren Autos führten, wurden der Öffentlichkeit nie bekannt. Durch das Verschweigen der Hintergründe des Unfalls zog Pischetsrieder massive Kritik auf sich.

## Verwandtschaftsverhältnis
Alec Issigonis, der Konstrukteur des Mini, war ein Onkel zweiten Grades von Bernd Pischetsrieder.

## Auszeichnungen
- 1997: Ehrendoktor der Technischen Universität München[9]
- 1998: Großes Silbernes Ehrenzeichen mit dem Stern für Verdienste um die Republik Österreich[10]
- 2004: Bundesverdienstkreuz (I. Klasse)
- 2005: Großes Goldenes Ehrenzeichen mit dem Stern für Verdienste um die Republik Österreich[10]